# Joey Crawford
Joseph Crawford (Filadelfia, 30 agosto 1951) è un ex arbitro di pallacanestro statunitense.
Professionista nella NBA dal 1977, Crawford, che veste la maglia numero diciassette, è ritenuto uno degli arbitri più rigorosi della lega.
È l'arbitro che ha preso parte a più gare dei Playoff NBA (300) e delle NBA Finals (49) tra quelli ancora in attività; ha inoltre arbitrato ininterrottamente le Finals dal 1986 al 2006.

## Vita privata

### Famiglia
Il padre di Joe, Shag Crawford, è stato un arbitro della MLB dal 1956 al 1975 e suo fratello, Jerry, è stato anche lui un arbitro della stessa lega dal 1976 al 2010. Crawford vive a Newtown Square, Pennsylvania, è sposato e ha tre figli. Ha inoltre frequentato lo stesso liceo di Tim Donaghy, un ex arbitro NBA.

## Carriera

### Gli inizi
Crawford ha arbitrato le partite liceali per otto anni, dal 1970 al 1977, e della Eastern Basketball Association (conosciuta poi come CBA) nel 1974 e nel 1977. In questo anno, a seguito del lavoro svolto per la CBA, Crawford venne assunto dalla NBA all'età di 26 anni.

### Carriera da arbitro NBA

#### Play-off del 2003
Durante la seconda partita delle Western Conference Finals nel 2003, Crawford ha fischiato quattro falli tecnici nei primi dieci minuti, tra cui due e l'espulsione di Don Nelson, l'allora allenatore dei Dallas Mavericks, reo di aver contestato una decisione contro la sua squadra. Più tardi venne espulso anche Del Harris, assistente di Nelson.

#### Partita numero 2.000
Crawford arbitra la sua partita numero 2.000 l'11 novembre del 2005, cioè Los Angeles Lakers contro Philadelphia 76ers. Diventa il sesto arbitro della storia NBA a raggiungere questo traguardo dopo Jake O'Donnell, Dick Bavetta, Earl Strom e Tommy Nunez.

#### Diverbio con Tim Duncan
Il 15 aprile del 2007 Crawford espulse Tim Duncan, ala dei San Antonio Spurs. Il caraibico, secondo Crawford, stava ridendo di lui e lo stava insultando dalla panchina durante la gara contro i Dallas Mavericks. Duncan sostenne che Crawford lo avesse sfidato a passare alle mani. Il 17 aprile, a seguito del diverbio, Crawford venne sospeso per il resto della stagione e per i Playoff del 2007, mettendo fine alla striscia di ventuno presenze consecutive alle Finals. Duncan venne invece sospeso e multato di 25.000 dollari per aver insultato l'arbitro. Il 17 settembre Crawford venne reintegrato.
Crawford ammise che l'incidente con Duncan fu uno dei più grandi errori della sua carriera, dichiarando: "Quello che è successo con Duncan ha probabilmente cambiato la mia vita. Realizzi che forse non stavi facendo le cose come andavano fatte e che avevi bisogno di un momento per riorganizzarti, non solo in campo ma anche fuori. Avevo già fatto ricorso ad uno psicologo sportivo prima di quel fatto ma dopo ci andai molto più spesso. Mi ha dato una nuova prospettiva".

#### Altri collegamenti con gli Spurs
Durante i playoffs 2008, Crawford ha diretto gara-4 delle Western Conference Finals tra Los Angeles Lakers e San Antonio Spurs. Negli ultimi secondi del match, Crawford non ha fischiato un fallo di Derek Fisher sulla guardia degli Spurs Brent Barry, mancanza che ha pesato molto sul risultato finale. Successivamente, l'NBA ha riconosciuto l'errore e si è scusata.
Crawford ha arbitrato gara-2 e gara-6 delle NBA Finals 2013, nelle quali gli Spurs di Duncan hanno giocato contro i Miami Heat. La squadra della Florida ha vinto entrambe le gare e la serie.
Ritiro
Il 2 gennaio 2015, Crawford annuncia che la stagione 2015-2016 sarebbe stata la sua ultima nella NBA. Un infortunio al ginocchio gli impedisce di prendere parte a gran parte della stagione.
Torna ad arbitrare agli inizi di marzo 2016, tuttavia, non avendo completamente recuperato dall'infortunio, annuncia il suo ritiro il 10 dello stesso mese.
In 39 anni di carriera, Crawford ha diretto 2,561 gare di regular season, 374 gare di playoff (record di lega) e 50 gare di Finali NBA.